# ANNO — AustriaN Newspapers Online
ANNO — AustriaN Newspapers Online — проєкт Австрійської національної бібліотеки з оцифровування австрійських газет і журналів. У серпні 2003 року вийшов в онлайн із цифровими копіями 15 газет. До лютого 2015 року кількість доступних випусків 636 видань перевищила мільйон. Доступні як відскановані зображення, так і текст. Найстаріші випуски датуються 1568 роком. За небагатьма винятками, найновіші, через правові обмеження, мають вік не менше 70 років.
Мета проєкту, насамперед, — спрощення та розширення доступу до оцифрованих газет та журналів. По-друге — забезпечення кращої безпеки оригіналів, доступ до яких тепер потрібен лише в окремих випадках, а в решті досить цифрових копій. В рамках ANNO оцифровуються не лише окремі цінні видання, а й увесь фонд Австрійської національної бібліотеки.